# Transisalanus Adolphus van Voorst tot Hagenvoorde van Bergentheim

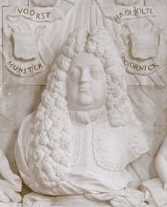
Transisalanus Adolphus Baron van Voorst tot Hagenvoorde van Bergentheim

Transisalanus Adolphus Baron van Voorst tot Hagenvoorde van Bergentheim (* Juli 1651 auf Schloss Hagenvoorde; † 11. Juni 1707 in Den Haag) war ein niederländischer Edelmann, oranischer Höfling und Politiker.

## Biografie
Transisalanus Adolphus entsprang dem Geschlecht der Van Voorst tot Voorst. Seine Eltern waren Hiddo van Voorst tot Hagenvoorde und Joanna van Haersolte. Er führte die Titel Baron van Voorst, Vrijheer der Hohen Herrlichkeit Jaarsveld, Heer von Hagenvoorde, Wenerhold, Egede und Wenaert. Transisalanus Adolphus war ein Patenkind der Ritterschaft und Städten von Overijssel und nach Overijssel (=Transisalanus) benannt.
Van Voorst tot Hagenvoorde van Bergentheim begann seine Laufbahn als Page bei Statthalter Wilhelm III. von Oranien. 1673 wurde er 'ordinaris edelman' und 1681 Hofmeister. Im selben Jahr vermählte er sich mit Arnoldina de Graeff, Tochter von Andries de Graeff und Elisabeth Bicker van Swieten. Dieser Ehe entsprangen keine Nachkommen. Van Voorst galt als einer der einflussreichsten Höflinge des Oraniers. Weitere Ämter hatte er als Marschall des Eemlands, Leutnant-Statthalter von Gorinchem und des Landes van Arkel. 1688 begleitete er König Wilhelm III. und Maria Stuart nach England. 1689 wurde Van Voorst Mitglied in der holländischen Ritterschaft und Ratsherr im Raad van State.
In der Reformierten Kirche von Wijhe befindet sich Van Voorsts Grabmonument. Es wurde 1707 von Jan Mast angefertigt.